# Ouderkerkerlaan (stacja metra)
Ouderkerkerlaan – stacja metra w Amsterdamie, a właściwie przystanek szybkiego tramwaju, położona na linii 51 (pomarańczowej). Została otwarta 1 grudnia 1990. Znajduje się w Amstelveen. Ouderkerkerlaan, od którego pochodzi nazwa przystanku, leży na zachód od Beneluxbaan, w linii z Groenelaan.